# Ceratomontia
Ceratomontia is een geslacht van hooiwagens uit de familie Triaenonychidae.
De wetenschappelijke naam Ceratomontia is voor het eerst geldig gepubliceerd door Roewer in 1915. 

## Soorten
Ceratomontia omvat de volgende 23 soorten:
- Ceratomontia annae
- Ceratomontia argentina
- Ceratomontia brasiliana
- Ceratomontia capensis
- Ceratomontia centralis
- Ceratomontia cheliplus
- Ceratomontia fluvialis
- Ceratomontia irregularis
- Ceratomontia karooensis
- Ceratomontia mendocina
- Ceratomontia minor
- Ceratomontia namaqua
- Ceratomontia nasuta
- Ceratomontia pusilla
- Ceratomontia reticulata
- Ceratomontia rumpiana
- Ceratomontia ruricola
- Ceratomontia sanguinea
- Ceratomontia setosa
- Ceratomontia starengai
- Ceratomontia tabulae
- Ceratomontia thorni
- Ceratomontia werneri